# Noyers-Bocage
Noyers-Bocage er en kommune i departementet Calvados i regionen Basse-Normandie i det nordvestlige Frankrig.

## Geografi
Noyers-Bocage ligger 17 km vest for Caen og 8 km fra Villers-Bocage på motorvej A84.

## Histoire
Den 22. august 1886 blev kommunen forbundet med Caen med jernbanen, som fortsatte til Aunay-sur-Odon.
Efter invasionen i Normandiet blev byen befriet den 5. august 1944. Det skete uden kamp, da de tyske tropper forinden trak sig tilbage.

## Seværdigheder
- Kirken, som blev ødelagt under slaget om Normandiet, blev genopbygget i perioden mellem 1954 og 1960.
- Monument til minde om de allierede Typhoon piloter som forsvandt.